# Баји (Оаза)
Баји (фр. Bailly) насеље је и општина у североисточној Француској у региону Пикардија, у департману Оаза која припада префектури Компјењ.
По подацима из 2011. године у општини је живело 661 становника, а густина насељености је износила 155,16 становника/km². Општина се простире на површини од 4,26 km². Налази се на средњој надморској висини од 36 метара (максималној 50 m, а минималној 33 m).

## Демографија
| 1962. | 1968. | 1975. | 1982. | 1990. | 1999. | 2011. |
| ----- | ----- | ----- | ----- | ----- | ----- | ----- |
| 264   | 303   | 402   | 455   | 599   | 585   | 661   |

График промене броја становника у току последњих година